# Lenguaje y género
La investigación sobre las muchas y posibles relaciones, intersecciones y tensiones entre el lenguaje y el género es diversa. Cruza las fronteras disciplinarias y, como mínimo, podría decirse que abarca el trabajo alojado teóricamente por la lingüística aplicada, la antropología lingüística, el análisis de la conversación, los estudios culturales, los estudios feministas de los medios, la psicología feminista, los estudios de género, la sociolingüística interaccional, la lingüística, la estilística mediada, sociolingüística y estudios de medios.
En términos metodológicos, no existe un enfoque único del que se pueda decir que "contiene el campo". Los enfoques discursivos, postestructuralistas, etnometodológicos, etnográficos, fenomenológicos, positivistas y experimentales pueden ser vistos durante el estudio del lenguaje y el género, produciendo y reproduciendo lo que Susan Speer ha descrito como "supuestos teóricos y políticos, que difieren y a menudo compiten, acerca de la forma en que el discurso, la ideología y la identidad de género deberían ser concebidos y entendidos”. Como resultado, la investigación en esta área quizás pueda dividirse de manera más útil en dos áreas principales de estudio: primero, existe un interés amplio y sostenido por las variedades de habla asociadas con un género en particular; así como, un interés relacionado con las normas y convenciones sociales que (re)producen el uso del lenguaje de género (una variedad de habla o sociolecto asociado con un género en particular, al cual en ocasiones se llama génerolecto). En segundo lugar, hay estudios que se centran en las formas en que el lenguaje puede producir y mantener el sexismo y el sesgo de género, y estudios que se centran en las formas contextualmente específicas y localizadas en las que se construye y opera el género. En este sentido, quienes investigan intentan comprender cómo afecta el lenguaje al género binario en la sociedad y cómo ayuda a crear y apoyar la división hombre-mujer.
A menudo se dice que el estudio del género y el lenguaje en sociolingüística y estudios de género comenzó con el libro de 1975 de Robin Lakoff, Language and Woman's Place, así como con algunos estudios anteriores de Lakoff. El estudio del lenguaje y el género se avanzado enormemente desde la década de 1970. Algunas estudiosas prominentes para el inglés son Deborah Tannen, Penelope Eckert, Janet Holmes, Mary Bucholtz, Kira Hall, Deborah Cameron, Jane Sunderland y otros. En dicha lengua l volumen editado de 1995 Género articulado: el lenguaje y el yo socialmente construido, se suele denominar un texto central sobre el lenguaje y el género. Para el español sobresalen autoras como Mercedes Bengoechea, Eulalia Lledó y Yadira Calvo.

## Historia
Los primeros estudios sobre la noción de lenguaje y género son una combinación de los campos de la lingüística, la teoría feminista y la práctica política. El movimiento feminista de las décadas de 1970 y 1980 comenzó a investigar sobre la relación entre lenguaje y género. Estas investigaciones estaban relacionadas con el movimiento de liberación de las mujeres y su objetivo era descubrir el vínculo entre el uso del lenguaje y las asimetrías de género. Desde entonces, las feministas han estado trabajando en las formas en que el lenguaje mantiene el patriarcado y el sexismo. Hay dos cuestiones importantes en los estudios del lenguaje y el género. Una de ellas es la presencia de sesgos de género en los idiomas, y la otra incluye las diferencias entre géneros cuando se utiliza el lenguaje. Sin embargo, estas dos preguntas han dividido el campo en dos áreas separadas.
Uno de los sentimientos más destacados en estos estudios es el concepto de poder. Las investigadoras en esta área han intentado comprender los patrones del lenguaje para mostrar cómo puede reflejar el desequilibrio de poder en la sociedad. Algunas de ellas creen que los hombres tienen ventajas sociales que se pueden ver en el uso del lenguaje por parte de los hombres. Además, algunas piensan que existen desventajas sociales de las mujeres que se reflejan en el idioma. Robin Lakoff, cuyo libro Language and Woman's Place es la primera investigación oficial en este campo, argumentó una vez que: "la marginalidad e impotencia de las mujeres se refleja tanto en las formas en que se espera que hablen hombres y mujeres como en las formas en las que se habla sobre las mujeres ". Por ejemplo, algunas investigadoras feministas del lenguaje han intentado descubrir cómo se manifestaban las ventajas de los hombres en el lenguaje. Argumentan cómo, en el pasado, filósofos, políticos, gramáticos, lingüistas y otras figuras fueron hombres que tenían el control sobre el lenguaje, por lo que introdujeron sus pensamientos sexistas en él como un medio para regular su dominio. Por lo tanto, este campo busca las formas en que una lengua puede contribuir a la desigualdad y el sexismo en la sociedad.

## Lenguaje y poder
En el pasado, muchas investigadoras feministas del lenguaje solían creer que el poder era algo separado del lenguaje, que ayuda a los grupos de poder, por ejemplo, a los hombres, a dominar la forma en la cual  se produce y se utiliza el lenguaje en la sociedad. Hoy en día, hay investigaciones que consideran que el poder está incrustado en las estructuras del lenguaje en lugar de estar fuera de él. Por ejemplo, el lenguaje de la ciencia ayuda a regular las ideas de los grupos dominantes en él, las cuales nunca pueden ser completamente neutrales. Incluso en psicología, las interpretaciones de género siempre tuvieron algunos beneficios para los académicos que escribían al respecto, por lo que siempre fue importante saber quién usa el lenguaje y cómo lo usa para explicar algo.
Las normas de formas apropiadas de hablar para los diferentes géneros son un ejemplo del concepto de poder en el lenguaje. Hay muchas fuerzas sociales para determinar las formas en que se supone que los diferentes géneros se comunican entre sí. Como estas normas son el resultado de la jerarquía actual en la sociedad, dudar de ellas conduce a desafiar los órdenes sociales que originan estos patrones. Muchos estudios en este campo suponen que existen diferencias de género en el uso del lenguaje; por lo tanto, examinan cómo los diferentes géneros varían en sus estilos de habla. Sin embargo, este enfoque no incorpora el debate de quién, inicialmente, decidió establecer estas diferencias y normas, y por qué estas normas son generalmente aceptadas. “El lenguaje es un sistema complejo y dinámico que produce significado sobre categorías sociales como el género”. En este sentido, el poder no es algo ajeno a este sistema, sino que forma parte de él.
La noción de género no es estática. Más bien, esta noción varía de una cultura a otra y de una época a otra. "Femenino" y " masculino" son conceptos construidos socialmente que, a través de un conjunto de actos repetidos, han sido naturalizados. La famosa frase de Simone de Beauvoir manifiesta esta idea: "no se nace, se llega a serlo". En consecuencia, realizar actos que sigan las normas sociales conduce al fenómeno del discurso de género. Como la feminidad y la masculinidad no son conceptos fijos, su estilo de hablar también puede ser el resultado de las relaciones de poder en la sociedad que regulan los estándares sociales.
En cada sociedad, la noción de género se aprende desde la primera infancia a través de la conversación, el humor, la crianza de hijas e hijos, las instituciones, los medios de comunicación y otras formas de impartir conocimientos. Por tanto, el género parece un concepto natural e incluso científico para todos los individuos de una sociedad. Muchas personas desde la academia han estado tratando no solo de encontrar la verdad detrás de este sentido común, sino también de entender por qué este concepto se da por sentado. Este tipo de investigación requiere cuestionar algunos supuestos subyacentes sobre el género y abordar este concepto desde un punto de vista diferente. El género no es algo con lo que las personas nacen, sino que las personas aprenden a desempeñarse y actuar en función de las normas esperadas, lo que no tiene nada que ver con la fisiología y las hormonas.
En materia de competencia lingüística (es decir, la capacidad de producir conocimiento y comprenderlo a través del lenguaje), la antropología lingüística y la sociolingüística creen que solo el conocimiento de la estructura y la morfología no puede ayudar a una persona a comunicarse con las demás. En cambio, piensan que es necesario conocer las normas sociales que la gente usa en diferentes idiomas para interactuar con ellos. Las personas aprenden gradualmente a usar el lenguaje en situaciones sociales específicas y desarrollan la competencia comunicativa. Por lo tanto, el lenguaje y las normas sociales son dinámicas y están interconectadas. A medida que las personas usan el lenguaje con respecto a estas normas, éste juega un papel vital en la manifestación y el mantenimiento de los estándares sociales y puede ser una herramienta para reproducir las relaciones de poder y la opresión de género. Uno de los ejemplos para mostrar esta interconexión sería el hecho de que en una lengua como inglés no existe un equivalente para usar "sir" (señor) al dirigirse a una autoridad femenina. Este hecho no puede relacionarse con el lenguaje en sí, pero sí se correlaciona con la percepción de que las autoridades siempre han sido masculinas. El otro ejemplo, común en varias lenguas, es la forma de trato hacia las mujeres que las categoriza como "la señorita" frente a "la señora", mientras que a los hombres solo se les llama señor. Se puede afirmar que "señorita/señora" es un término que muestra el género más que el estado civil, pues clasifica a las mujeres de acuerdo a su relación con un hombre. Así, diferencia de los hombres, las relaciones de las mujeres pueden afectar su estatus social y pueden ser juzgadas y calificadas en función de ello.